# سید علی ریاض
سید علی ریاض (زادهٔ ۱۳۳۷ در کربلا) سیاستمدار اصولگرای ایرانی است که در دوره هفتم مجلس شورای اسلامی به‌عنوان  نمایندهٔ تهران، ری، شمیرانات و اسلامشهر فعّالیت می‌کرد. او در دولت نهم قائم مقام معاون حقوقى و امور مجلس رئيس جمهور بود.
وی هم اکنون معاون پارلمانی مجمع تشخیص مصلحت نظام میباشد.
سید علی ریاض دارای دکترای دندانپزشکی نمایندهٔ تهران در مجلس هفتم، از چهره‌های شاخص و فعال اصولگرای مجلس بود. او به جز عضویت در هیئت رئیسهٔ کمیسیون اصل نود (نایب رئیس اول)، رئیس فراکسیون ایرانیان مقیم خارج از کشور، دبیر فراکسیون قرآن و عترت و فراکسیون حمایت از معلولان، رئیس سه گروه دوستی پارلمانی ایران و عراق، ایران و عربستان، ایران وکرواسی را بر عهده داشت. وی همزمان مشاور فرهنگی و رئیس بازرسی دانشگاه علوم پزشکی و خدمات بهداشتی درمانی شهید بهشتی تهران بود.
او پس از اتمام دورهٔ نمایندگی مجلس به عنوان مشاور وزیر بهداشت، قائم مقام معاون حقوقی و امور مجلس رئیس‌جمهور احمدی‌نژاد، نیز رئیس هیئت پزشکی حج و زیارت جمعیت هلال احمر جمهوری اسلامی فعالیت می‌کرد.